# Cosmethella
Cosmethella is een geslacht van vlinders van de familie snuitmotten (Pyralidae), uit de onderfamilie Pyralinae.

## Soorten
- C. major Munroe & Shaffer, 1980
- C. minor Munroe & Shaffer, 1980
- C. unipectinalis Hampson, 1906